# Kalon-Moschee

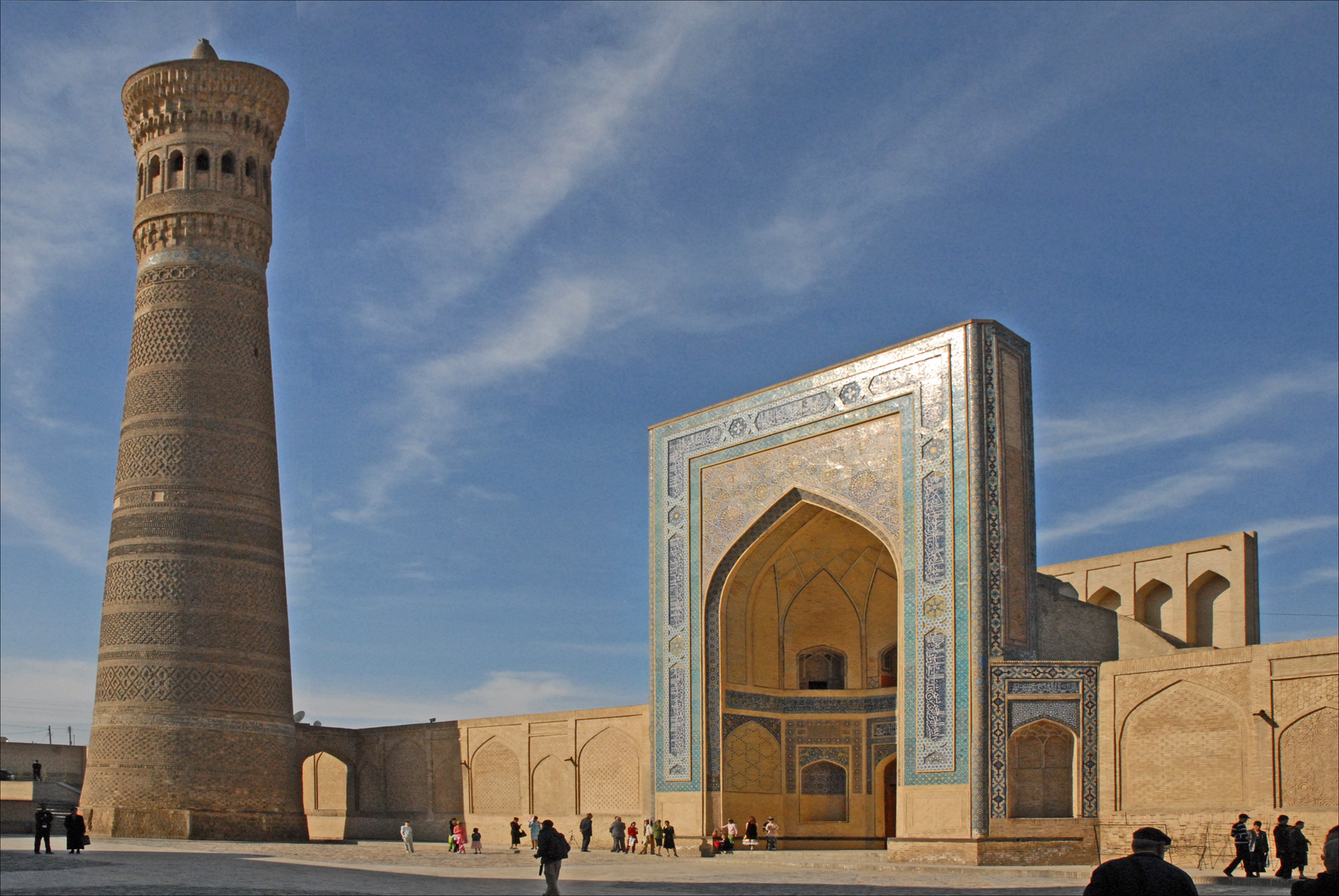
Kalon-Minarett und -Moschee

Die Kalon-Moschee ist eine Moschee in der usbekischen Stadt Buxoro. 

## Lage
Die Moschee liegt im historischen Zentrum von Buxoro und ist Bestandteil des Gebäudeensembles Poi Kalon, das südöstlich der Zitadelle Ark liegt. Sie liegt westlich der Mir-Arab-Madrasa und ist dieser im Kosch-Prinzip gegenübergestellt. An der Südseite des Platzes zwischen der Moschee und der Madrasa stehen das Kalon-Minarett, das über eine Brücke mit der Moschee verbunden ist,  und die Emir-Alim-Khan-Madrasa.

## Geschichte
An der Stelle der heutigen Moschee ließ schon der dem Karachanidenherrscher Arslan Khan, der auch das Kalon-Minaret bauen ließ, im frühen 12. Jahrhundert eine Gebetsstätte errichten, die im Verlauf der Jahrhunderte mehrmals umgebaut beziehungsweise wiederaufgebaut wurde. Pläne zum Neubau wurden bereits im 15. Jahrhundert unter der Herrschaft der Timuriden gefasst, aber die Moschee wurde erst 1514 unter den Schaibaniden fertiggestellt, wie es in einer Inschrift festgehalten ist.
In der Sowjetzeit wurde das Gebäude als Warenhaus genutzt, seit 1991 dient es wieder als Moschee.

## Beschreibung
Die Kalon-Moschee ist 127 Meter lang und 78 m breit. Damit ist sie nach der Bibi-Chanum-Moschee in Samarqand die zweitgrößte Moschee Zentralasiens. Die Moschee ist vom Bautypus her eine Pfeilermoschee mit einem etwa 40 × 80 m großen Innenhof, der nach dem Vier-Iwan-Schema aufgebaut ist: Je zwei Pischtaks mit Iwanen stehen sich in der Mitte der Hofseiten paarweise gegenüber. Die den Hof umgebenden Gebäudetrakte sind zum Hof hin offene Galerien, in denen 208 Pfeiler 288 flache Kuppeln tragen.
Das Hauptgebäude der Moschee liegt dem Eingang gegenüber in der Qibla-Richtung mitten im Westflügel der Galerien. Auf den Pischtak mit dem Qibla-Iwan folgt ein quadratischer Raum, über dem ein mit großen Schriftzeichen verzierter Tambour eine doppelschalige Kuppel trägt, deren Außenseite mit blauen Kacheln bedeckt ist. Auf den quadratischen Raum folgt ein Iwan mit Mihrab. Der Aufbau dieses Kuppelbaus und die Verzierung der Iwane mit glasierten Ziegeln in geometrischen Mustern ähneln sehr der Bibi-Chanum-Moschee in Samarqand, was darauf hinweist, dass auch die Kalon-Moschee bereits von den Timuriden konzipiert worden ist.
Im Innenhof steht zwischen dem Eingangs-Iwan und dem Kuppelbau ein Baum. Vor dem Kuppelbau liegt ein achteckiger Pavillon, der 1915 errichtet wurde und als Kanzel dient.

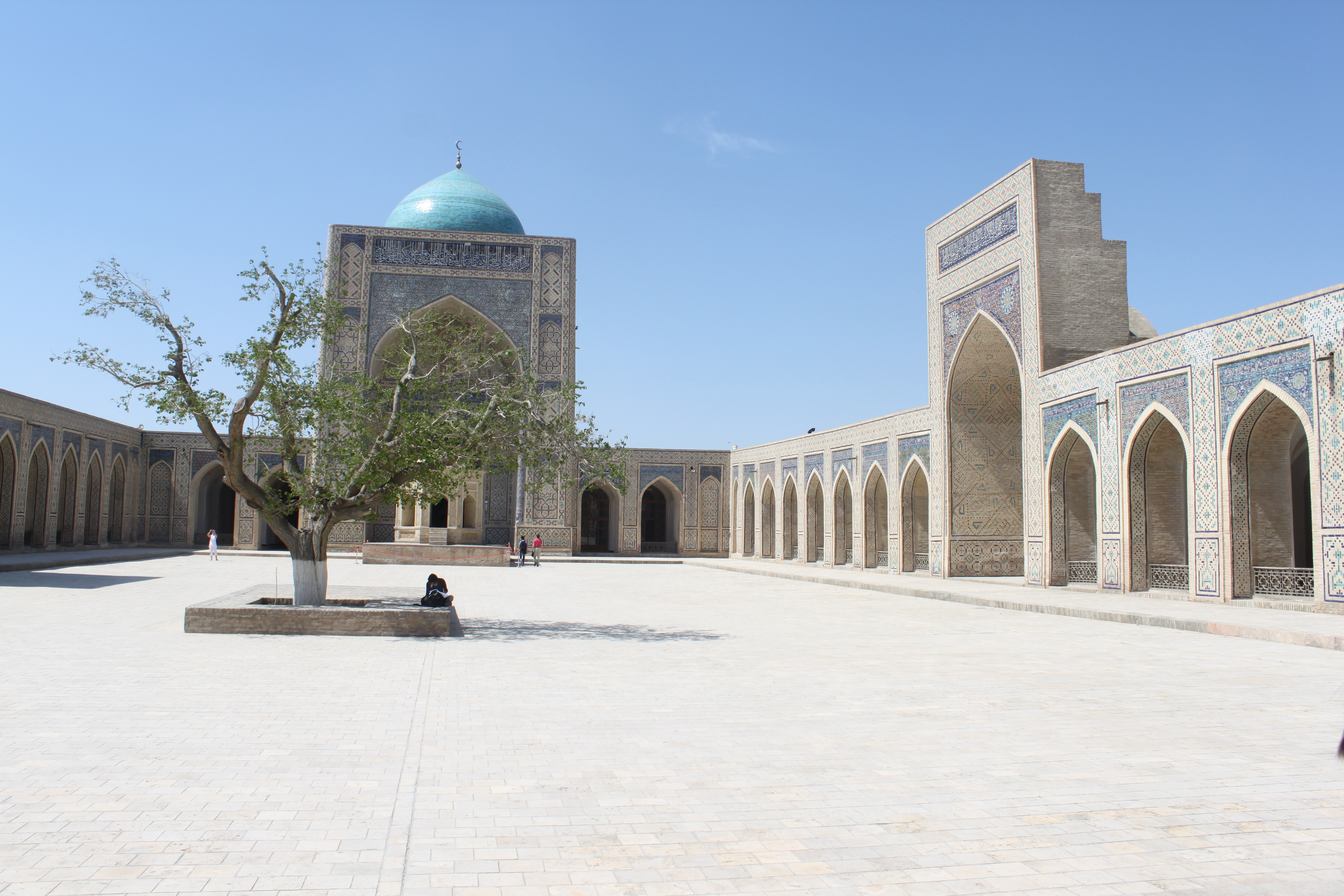
Innenhof
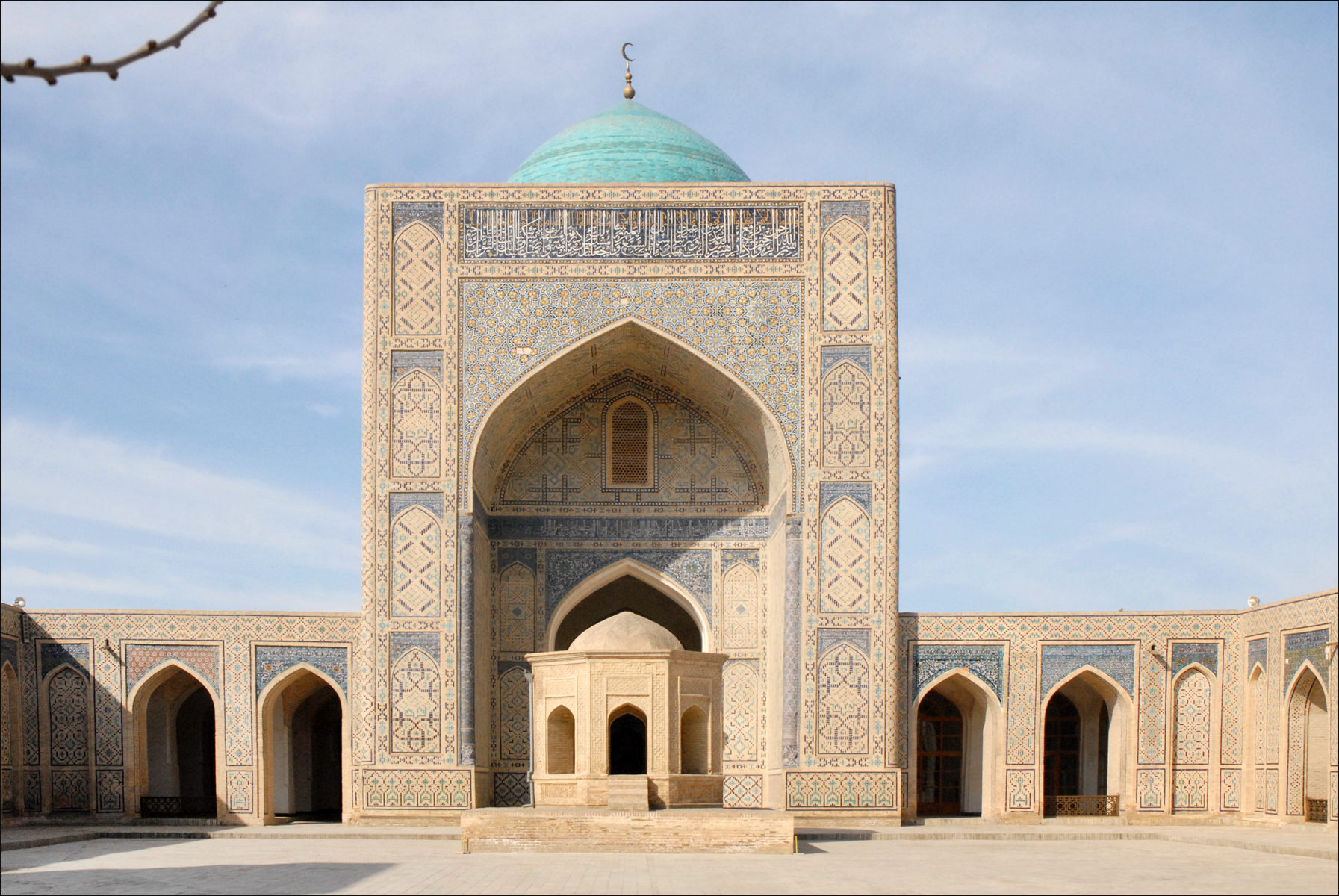
Qibla-Iwan
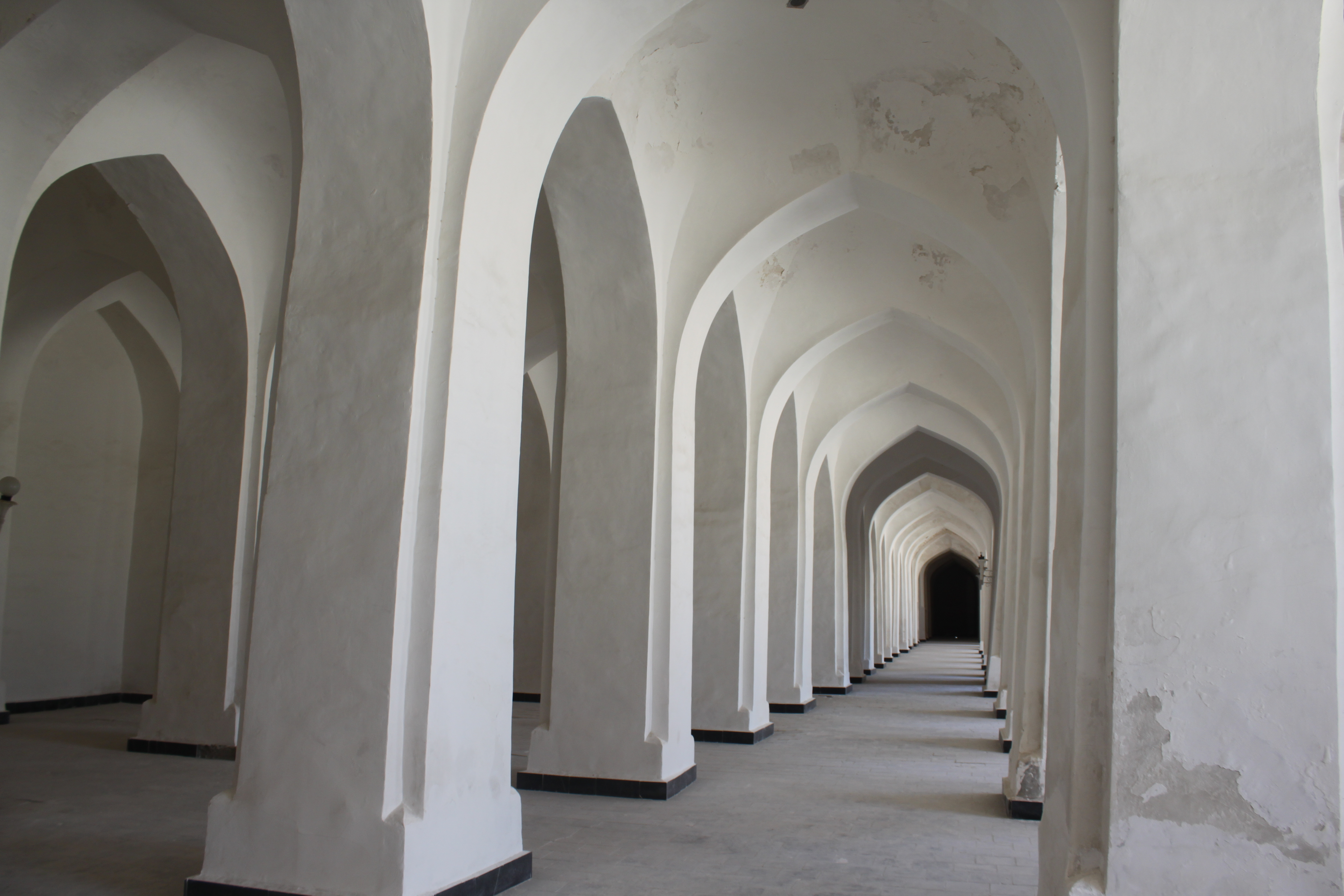
Pfeilergalerien
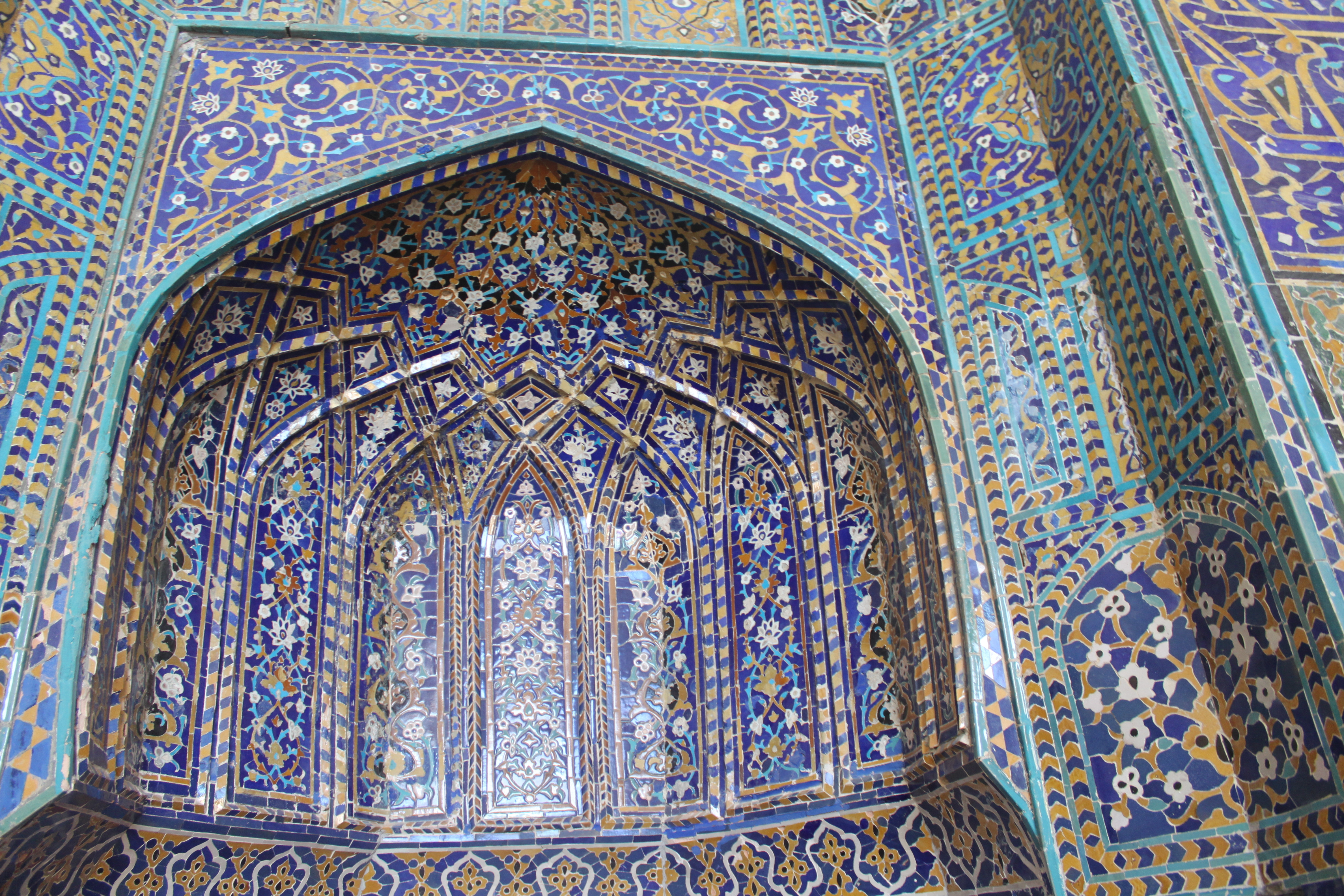
Mihrab
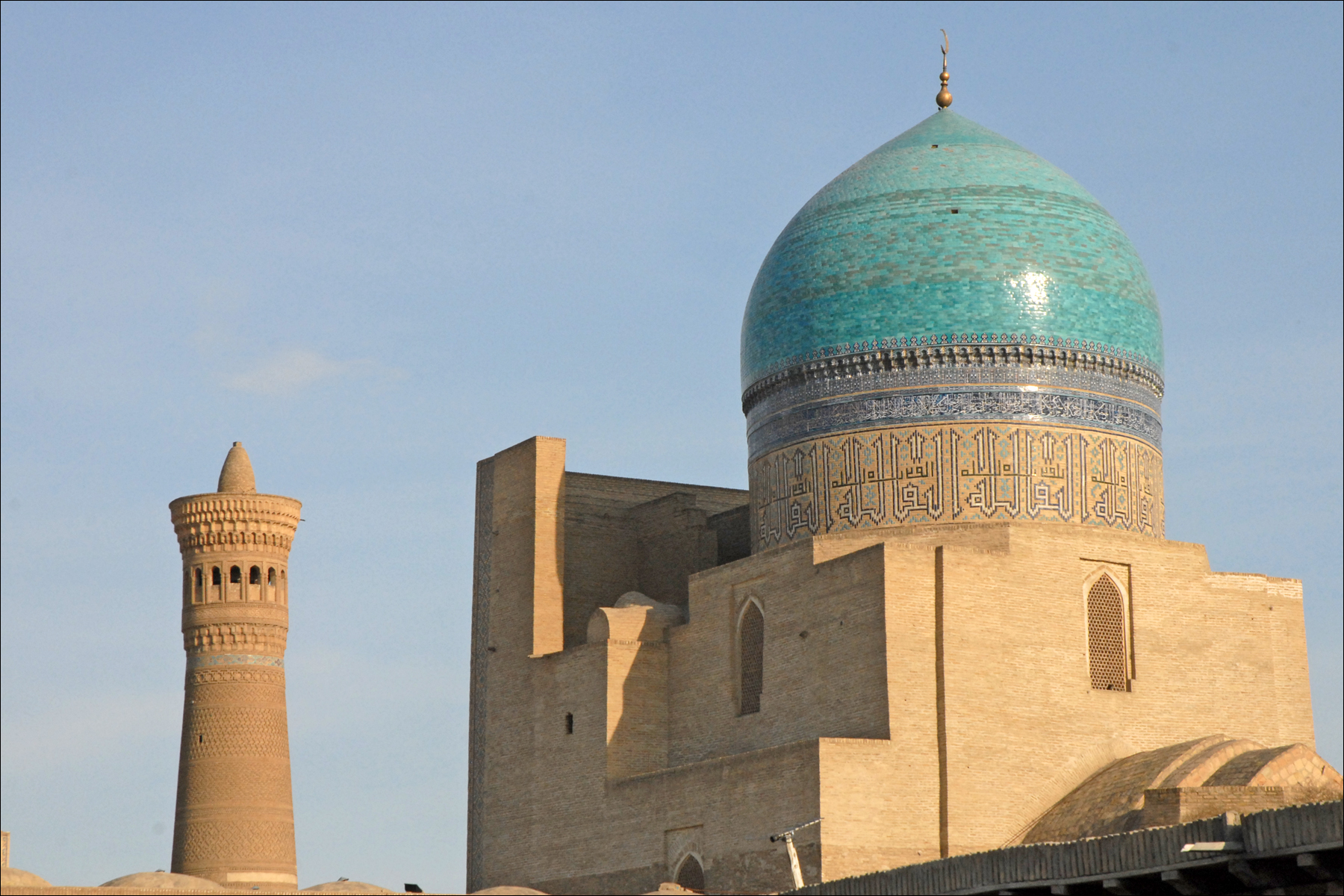
Kuppel